# Burdette (Virginia Occidental)
Burdette es un área no incorporada ubicada dentro del Distrito Occidental, una división civil menor del condado de Greenbrier, Virginia Occidental, Estados Unidos. Está catalogada como un asentamiento humano por la Junta de Nombres Geográficos de los Estados Unidos.
El número de identificación (ID) asignado por el Servicio Geológico de Estados Unidos es 1554029.

## Geografía
Se encuentra a una altitud de 688 metros sobre el nivel del mar (2257 pies) según el conjunto de datos de elevación nacional.